# Dział Etnologii Miasta Muzeum Historii Katowic
Dział Etnologii Miasta Muzeum Historii Katowic – oddział Muzeum Historii Katowic w Katowicach w dzielnicy Janów-Nikiszowiec, przy ulicy Rymarskiej 4, w zespole robotniczych zabudowań osiedla patronackiego Nikiszowiec pochodzących z pierwszego dziesięciolecia XX wieku.

## Historia działu
Z inicjatywy Towarzystwa Społeczno-Kulturalnego Giszowca, Nikiszowca i Janowa w 1996 roku powstała Galeria Magiel, która zajmowała się zbieraniem wśród mieszkańców pamiątek i rzeczy, związanych m.in. ze wschodnimi dzielnicami Katowic, przemysłem i kulturą. Mieściła się przy ul. Rymarskiej 4. Z powodu problemów finansowych w 2003 roku obiekt został wydzierżawiony Muzeum Historii Katowic. W latach 2010–2011 był remontowany. Ponowne otwarcie nastąpiło 8 kwietnia 2011 roku. W uroczystości wzięli udział między innymi prezydent miasta Piotr Uszok, przewodniczący Rady Miasta Katowice Arkadiusz Godlewski i Minister Rozwoju Regionalnego Elżbieta Bieńkowska. Do obiektu przeniesiono Dział Etnologii Miasta MHK, który funkcjonował od 1999 roku w budynku głównym muzeum przy ul. ks. Józefa Szafranka 9 w śródmieściu Katowic.
W Dziale Etnologii Miasta MHK prezentowane są wystawy czasowe oraz trzy wystawy stałe „Woda i mydło najlepsze bielidło. W pralni i maglu na Nikiszowcu”, „Wokół mistrzów Grupy Janowskiej” oraz „U nos w doma na Nikiszu”.
Za wystawę „U nos w doma na Nikiszu” muzeum zostało w 2013 roku nominowane do nagrody Wydarzenie Muzealne Roku „Sybilla 2012” w kategorii wystawy etnograficzne. W 2014 roku za wystawę „Woda i mydło najlepsze bielidło. W pralni i maglu na Nikiszowcu” muzeum otrzymało nagrodę „Sybilla 2013”.

## Wystawy

### Wystawy stałe
W Dziale Etnologii Miasta MHK w Nikiszowcu prezentowane są trzy wystawy stałe:
- „Woda i mydło najlepsze bielidło. W pralni i maglu na Nikiszowcu” (kurator: Bożena Donnerstag) – wystawa prezentuje wyposażenie i wystrój dawnej pralni i magla, funkcjonującego na terenie robotniczego osiedla Nikiszowiec; wystawę otwarto 25 lutego 2013;
- „Wokół mistrzów Grupy Janowskiej” (kurator: Justyna Jarosz) – wystawa prezentuje dzieła twórców nieprofesjonalnych, należących do tzw. Grupy Janowskiej;
- „U nos w doma na Nikiszu” (kurator: Bożena Donnerstag) – wystawa prezentuje wnętrze mieszkania robotniczego z oryginalnym wyposażeniem; ekspozycję rozlokowano w trzech salach, urządzonych jako kuchnia, I izba i II izba.

### Wystawy czasowe
- W żeńskości kryje się moc Boga. Malarstwo Erwina Sówki (30 marca 2021 – 23 maja 2021)[14]
- PIERNIKI. Podróż do... (6 grudnia 2019 – 2 lutego 2020)
- NIEOCZYWISTOŚĆ. Ewald Gawlik (25 października 2019 – 1 grudnia 2019)
- Królestwo niebieskie. Katowickie podwórka (8 czerwca 2019 – 1 września 2019)[15]
- Jest w orkiestrach dętych jakaś siła… (7 lutego 2019 – 26 maja 2019)[16]
- 110 lat Nikiszowca. Rodzinne albumy (2018)[17]
- Szkoła cierpliwości. O hafcie w śląskim domu (2 lutego 2018 – 10 czerwca 2018)[18]
- Policja jakiej nie znacie. Naszywki i odznaczenia policyjne z całego świata – wystawa kolekcjonerska (7 listopada 2017 – 3 grudnia 2017)[19]
- Chińskie hafty. Rzemiosło artystyczne i sztuka zdobnicza (8 września 2017 – 29 października 2017)[20]
- Podziemia Nikiszowca – naszo gruba! Fotografia Marka Lochera (25 maja 2017 – 27 sierpnia 2017)[21]
- Rozmowy oniryczne. Witold Skrzypek. Rysunek (28 lutego 2017 – 30 kwietnia 2017)[22]
- Obrazki z balonikiem. Grzegorz Chudy (3 grudnia 2016 – 19 lutego 2017)[23]
- Wiejskie korzenie, miejski szyk. O tym, jak Francek z Podlesia górnikiem na Nikiszu został (2015)
- Kobieta odświętna, czyli Ślązaczka w stroju ludowym (2013)
- Pod patronatem Spółki Giesche. Gmina Janów na Górnym Śląsku (6 kwietnia 2013 – 29 września 2013)